# Unione Sportiva Bari 1931-1932
Questa voce raccoglie le informazioni riguardanti l'Unione Sportiva Bari nelle competizioni ufficiali della stagione 1931-1932.

## Rosa
| N. |                   | Ruolo | Calciatore         |
| -- | ----------------- | ----- | ------------------ |
|    | Italia (bandiera) | P     | Italo Zamberletti  |
|    | Italia (bandiera) | P     | Mario Bossi        |
|    | Italia (bandiera) | D     | Giuseppe Ballerio  |
|    | Italia (bandiera) | D     | Giuseppe Antonelli |
|    | Italia (bandiera) | D     | Rodolfo Tomich     |
|    | Italia (bandiera) | D     | Giuseppe Ronca     |
|    | Italia (bandiera) | D     | Angelo Barzan      |
|    | Italia (bandiera) | C     | Giuseppe Valenti   |
|    | Italia (bandiera) | C     | Ercole Bodini      |
|    | Italia (bandiera) | C     | Dario Gay          |

| N. |                   | Ruolo | Calciatore              |
| -- | ----------------- | ----- | ----------------------- |
|    | Italia (bandiera) | C     | Lorenzo Paradiso        |
|    | Italia (bandiera) | C     | Pio Roberto Alice       |
|    | Italia (bandiera) | C     | Pasquale Parodi         |
|    | Italia (bandiera) | A     | Luigi Giuseppe Giuliani |
|    | Italia (bandiera) | A     | Antonio Bisigato        |
|    | Italia (bandiera) | A     | Armando Massiglia       |
|    | Italia (bandiera) | A     | Paolo Patrucchi         |
|    | Italia (bandiera) | A     | Raffaele Rossini        |
|    | Italia (bandiera) | A     | Giuseppe Scategni       |
|    | Italia (bandiera) | A     | Piero Bottaro           |

## Statistiche

### Statistiche di squadra
| Competizione | Punti | In casa | In casa | In casa | In casa | In casa | In casa | In trasferta | In trasferta | In trasferta | In trasferta | In trasferta | In trasferta | Totale | Totale | Totale | Totale | Totale | Totale | DR  |
| Competizione | Punti | G       | V       | N       | P       | Gf      | Gs      | G            | V            | N            | P            | Gf           | Gs           | G      | V      | N      | P      | Gf     | Gs     | DR  |
| ------------ | ----- | ------- | ------- | ------- | ------- | ------- | ------- | ------------ | ------------ | ------------ | ------------ | ------------ | ------------ | ------ | ------ | ------ | ------ | ------ | ------ | --- |
| Serie A      | 25    | 17      | 9       | 2       | 6       | 24      | 21      | 17           | 0            | 5            | 12           | 12           | 43           | 34     | 9      | 7      | 18     | 36     | 64     | -28 |

### Statistiche dei giocatori
| Giocatore      | Serie A  | Serie A |
| Giocatore      | Presenze | Reti    |
| -------------- | -------- | ------- |
| P. Alice       | 20       | 2       |
| G. Antonelli   | 20       | 0       |
| G. Ballerio    | 34       | 0       |
| A. Barzan      | 5        | 1       |
| A. Bisigato    | 32       | 14      |
| E. Bodini      | 30       | 1       |
| M. Bossi       | 8        | -11     |
| P. Bottaro     | 2        | 0       |
| D. Gay         | 30       | 5       |
| L. Giuliani    | 33       | 1       |
| A. Massiglia   | 29       | 1       |
| L. Paradiso    | 25       | 0       |
| P. Parodi      | 2        | 0       |
| P. Patrucchi   | 12       | 1       |
| G. Ronca       | 7        | 0       |
| R. Rossini     | 12       | 6       |
| G. Scategni    | 7        | 2       |
| R. Tomich      | 9        | 0       |
| G. Valenti     | 31       | 0       |
| I. Zamberletti | 26       | -53     |